# El Banda
El Banda – polski zespół grający ruralhardcore/punk, założony w Warszawie, w 2003 roku.
W 2006 muzycy nagrali debiutancki album „Przejdzie Ci”. Kolejną płytę „Wisi mi” wydali w 2008, a w 2010 „Skutki Uboczne”. Wszystkie płyty zespołu ukazały się nakładem wydawnictwa Pasażer. Wydana w 2016 roku EPka „Wściekłyszpaler” nawiązuje do Czarnego Protestu.

## Muzycy
Skład
- Anna Zajdel[6] – wokal
- Rolf – gitara basowa
- Krzysiek „El Blanco” – gitara
- Elwis – perkusja

### Byli członkowie
- Serge – gitara
- Kri Kri – perkusja
- Szymon – perkusja
- Łoś – perkusja

## Dyskografia

### Albumy
- Przejdzie Ci, Pasażer (2006)[7]
- Skutki Uboczne, Pasażer (2010)[8]
- Wiatr sieje nas, Pasażer (2018)[9]

### Single iminialbumy
- El Banda (2005)[10]
- Wisi mi, Pasażer (2008)[11]
- Wściekłyszpaler, Pasażer (2016)[12]